# طلال شقدار
طلال شقدار (27 يوليو 1961 - 11 مارس 1997)، ممثل سعودي. حصل على شهادة البكالوريوس من كلية الطب وعمل طبيبا للنساء والولادة إلى جانب الفن أعماله: كتب العديد من المسرحيات والأعمال التلفيزيونية والسنمائية وقام بالتمثيل في كثير من الأعمال منها : 
- خطوات الشيطان
- حلم اسمه مروة
- الخمار الوردي
- صائم
- قالت الأصداف

شارك في المسرح الجامعي ومسرح جمعية الثقافة والفنون وله العديد من المسرحيات منها: 
- الخطوة الزائفة
- ضربة أبو لون
- بابا شحات
- طقم اسنان

كتب للسينيما :
- نموت ولكن
- ابن الداية

## الجوائز
حصل في عام 1395 هـ على الجائزة الثانية في مسابقة رعاية الشباب على مستوى المملكة عن عمله المسرحي (خطوات الشيطان) وفي عام 1402 هـ فاز بجائزة نادي الطائف الأدبي.